# Ubit' drakona
Ubit' drakona (Убить дракона) è un film del 1988 diretto da Mark Anatol'evič Zacharov.

## Trama
Il film è ambientato in una città governata da un drago, con il quale un cavaliere sogna di combattere, ma il Borgomastro lo scoraggia, sostenendo che le persone hanno bisogno di un dittatore.